# John Gillingham
John Gillingham es un historiador británico.
El profesor Gillingham es profesor emérito de historia medieval en la London School of Economics and Political Science y miembro de la Academia Británica. Es uno de los principales estudiosos de la historia del Noroeste de Europa en la Edad Media y ha producido numerosas publicaciones sobre las crónicas, lo caballeresco, la identidad nacional, la guerra y la política en el Imperio Angevino bajo los reyes Enrique II, Ricardo Corazón de León y Juan. 
Entre sus publicaciones más importantes se incluyen: 
- Danziger, Danny; Gillingham, John. 1215: the year of Magna Carta. London: Hodder and Stoughton, 2003[1]
- Gillingham, John. The English in the twelfth century: imperialism, national identity, and political values. Woodbridge: Boydell, 2000[2]
- Gillingham, John. Richard I. New Haven (CT): Yale University Press, 1999[3][4][5]
- Gillingham, John. The Angevin Empire, 2nd edn, London: Arnold, 2001
- Mike Corbishley, John Gillingham, Rosemary Kelly, Kenneth O. Morgan, Ian I. I. Dawson (1998). The young Oxford history of Britain & Ireland. Oxford University Press. ISBN 9780199104666.
- Gillingham, John; Griffiths, Ralph A. (2000). Medieval Britain: A Very Short Introduction. Oxford University Press. ISBN 9780192854025.
- Gillingham, John. European Integration 1950-2002: Superstate or New Market Economy?, Cambridge University Press, 2003[6][7][8][9]
- Gillingham, John (2004). Coal, Steel, and the Rebirth of Europe, 1945-1955: The Germans and French from Ruhr Conflict to Economic Community (en inglés). Cambridge University Press. ISBN 9780521524308.[10][11][12]